# ابن الضحاك (زعيم كردي)
ابن الضحاك (تُوفِّي 927) كان زعيمًا كرديًا، ارتد عن الإسلام، واعتنق المسيحية ليدخل في خدمة الإمبراطور البيزنطي رومانوس الأول ليكابينوس (حَكَم 920-944). قدم له رومانوس هدايا غنية وأعاده إلى حصنه، قلعة الجعفري، الواقعة على الأرجح بالقرب من طرسوس. في أواخر خريف 927، تعرض للهجوم والهزيمة والقتل، على يد والي طرسوس العباسي ثمل الدلفي.